# Schiraces
Schiraces är ett släkte av fjärilar. Schiraces ingår i familjen nattflyn.
Kladogram enligt Catalogue of Life:
| Schiraces | \| \| Schiraces mopsus \| \| \| \| \| \| Schiraces mortua \| \| \| \| |
|           | \| \| Schiraces mopsus \| \| \| \| \| \| Schiraces mortua \| \| \| \| |
|           | Schiraces mopsus                                                      |
|           |                                                                       |
|           | Schiraces mortua                                                      |
|           |                                                                       |